# Amalie in Bayern
Amalie Maria, Herzogin in Bayern (auch kurz Amalie in Bayern genannt) (* 24. Dezember 1865 in München; † 26. Mai 1912 in Stuttgart) war eine geborene Herzogin in Bayern und durch Heirat Herzogin von Urach, Gräfin von Württemberg.

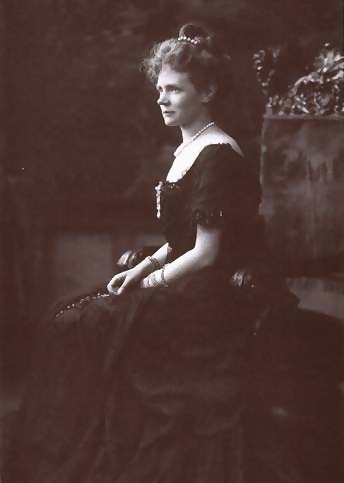
Amalie in Bayern (um 1890)

## Leben
Sie war die einzige Tochter aus der Ehe von Herzog Karl Theodor in Bayern mit seiner ersten Ehefrau, der Prinzessin Sophie von Sachsen.
Amalie, genannt Amélie, heiratete am 4. Juli 1892 in Tegernsee Wilhelm Karl, den 2. Herzog von Urach, Graf von Württemberg, der 1918 zum König Mindaugas II. von Litauen nominiert wurde. Er war ein Sohn des Herzogs Wilhelm von Urach und seiner Gattin Florestine Grimaldi, Prinzessin von Monaco.
Zeit ihres Lebens verband sie eine Freundschaft mit Erzherzogin Marie Valerie von Österreich.
Sie starb im Mai 1912 mit 46 Jahren nach der Geburt ihres neunten Kindes.

## „Erinnerungen an Großmama“
Im Jahre 1902 verfasste Herzogin Amelie auf Schloss Lichtenstein einen 160 handschriftliche Seiten umfassenden Text, den sie „Erinnerungen an Großmama“ nannte. Im Zentrum der Erinnerungen steht ihre Großmutter Ludovika in Bayern, die Amelie nach dem frühen Tod ihrer Mutter umsorgte. Der Text ist eine Familiengeschichte und umfasst die Jahre 1808 bis 1867. Nach dem Tod von Herzogin Amelie stellten ihre Töchter Carola Hilda und Margarethe die Aufzeichnungen dem Schriftsteller Richard Sexau für seine Biographie über Amelies Vater Karl Theodor in Bayern zur Verfügung. Auf diesem Wege gelangten die „Erinnerungen an Großmama“ als Abschrift in Sexaus Nachlass in der Bayerischen Staatsbibliothek. Unter anderem nutzte die Historikerin Brigitte Hamann diese Aufzeichnungen für ihre Biographie über Kaiserin Elisabeth von Österreich. 2020 gelang es dem Historiker Christian Sepp, die Aufzeichnungen im Original im Hauptstaatsarchiv Stuttgart aufzuspüren und Abweichungen zwischen der Abschrift und dem Original festzustellen, die sich in erster Linie auf die Darstellung einzelner Familienmitglieder beziehen. Sepp publizierte die „Erinnerungen an Großmama“ als kritische Quellenedition.

## Nachkommen
- Marie Gabriele (1893–1908)
- Elisabeth (1894–1962); ⚭ Prinz Karl Aloys von Liechtenstein, einem Onkel Franz Josephs II. von Liechtenstein
- Carola Hilda (1896–1980)
- Wilhelm (1897–1957); ⚭ Elisabeth Theurer
- Karl Gero (1899–1981); ⚭ Gabriele Gräfin von Waldburg-Zeil-Trauchburg, einer Tochter von Fürst Georg von Waldburg-Zeil
- Margarethe (1901–1975)
- Albrecht (1903–1969); ⚭ 1. Rosemary Blackadder; ⚭ 2. Ute Waldschmidt
- Eberhard (1907–1969); ⚭ Iniga Prinzessin von Thurn und Taxis
- Mechtilde (1912–2001); ⚭ Friedrich Karl III. zu Hohenlohe-Waldenburg-Schillingsfürst